# Reichsbahn SG Troppau
Die Reichsbahn SG Troppau war ein Sportverein aus der Stadt Troppau.

## Geschichte
Die RSG stieg zur Saison 1942/43 aus der Bezirksliga in die Gauliga Sudetenland auf und wurde dort in die Staffel Ost eingegliedert. Nach dieser Saison landete die Mannschaft mit 2:10 Punkten auf dem vierten Platz der Tabelle. Nach der Kapitulation des Deutschen Reiches 1945 wurde der Reichsgau Sudetenland wieder in die Tschechoslowakei eingegliedert. Spätestens da wurde der Verein auch aufgelöst.